# L'Escadrille des faucons de Katō
Pour plus de détails, voir Fiche technique et Distribution.
L'Escadrille des faucons de Katō (加藤隼戦闘隊, Katō hayabusa sentō-tai) est un film japonais réalisé par Kajirō Yamamoto sorti en 1944. Les effets spéciaux de ce film de guerre de propagande sont réalisés par Eiji Tsuburaya. Ce film est le second volet d'une trilogie que le réalisateur consacre à la gloire de l'aéronavale japonaise, les deux autres volets sont La Bataille navale à Hawaï et au large de la Malaisie (ハワイ・マレー沖海戦, Hawai Marē oki kaisen, 1942) et En avant les escadrons de torpilleurs ! (雷撃隊出動, Raigekitai shutsudō, 1944).

## Synopsis

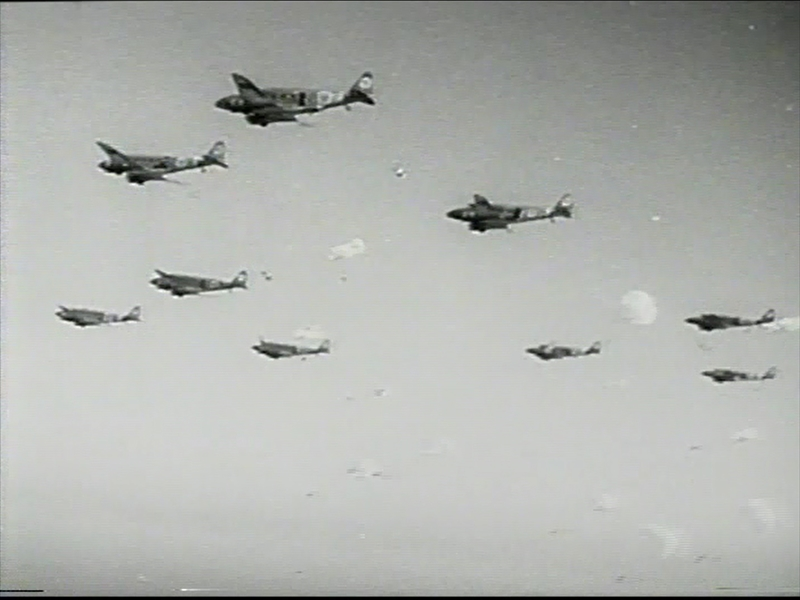
Scène de parachutage depuis des Nakajima Ki-34.

Biographie de l'as de l'aviation Tateo Katō, le commandant du 64e régiment de chasse du Service aérien de l'Armée impériale japonaise, tué deux ans plus tôt.

## Fiche technique
- Titre : L'Escadrille des faucons de Katō
- Titre original : 加藤隼戦闘隊 (Katō hayabusa sentō-tai?)
- Réalisation : Kajirō Yamamoto
- Scénario : Kenta Yamazaki et Kajirō Yamamoto
- Production : Mura Haruo
- Société de production : Tōhō
- Musique : Seiichi Suzuki
- Effets spéciaux : Eiji Tsuburaya
- Pays d'origine :  Empire du Japon
- Langue originale : japonais
- Format : noir et blanc - 1,37:1 - son mono
- Genre : drame, film de guerre
- Durée : 111 minutes[2] (métrage : 11 bobines - 3 040 m[2])
- Date de sortie :
  - Empire du Japon : 9 mars 1944[2]

## Distribution
- Susumu Fujita : Tateo Katō
- Minoru Takada
- Denjirō Ōkōchi
- Takashi Shimura
- Yatarō Kurokawa